# Abel de Saint-Brieuc
Abel de Saint-Brieuc (pronúncia em francês: [abɛl d(ə) sɛ̃ bʁijø]) foi um prelado católico romano que serviu como bispo auxiliar de Reims (1483–?).

## Biografia
Abel de Saint-Brieuc foi ordenado sacerdote na Ordem dos Pregadores. No dia 22 de outubro de 1483, foi nomeado pelo Papa Sisto IV Bispo Auxiliar de Reims e Bispo Titular de Dionísias.  A 21 de dezembro de 1483, foi consagrado bispo por Pierre Fridaricus, bispo de Nisyros, com Orlando, bispo de Vaison, e Basilio Gambone, bispo de Ploaghe, servindo como co-consagradores.